# Greg Pruitt
Greg Pruitt é um ex-jogador profissional de futebol americano estadunidense.

## Carreira
Greg Pruitt foi campeão da temporada de 1983 da National Football League jogando pelo Los Angeles Raiders, que atualmente corresponde ao Oakland Raiders.